# Xã Alto, Quận Lee, Illinois
Xã Alto (tiếng Anh: Alto Township) là một xã thuộc quận Lee, tiểu bang Illinois, Hoa Kỳ. Năm 2010, dân số của xã này là 565 người.